# Sac d'Otrante
 (août 2021).

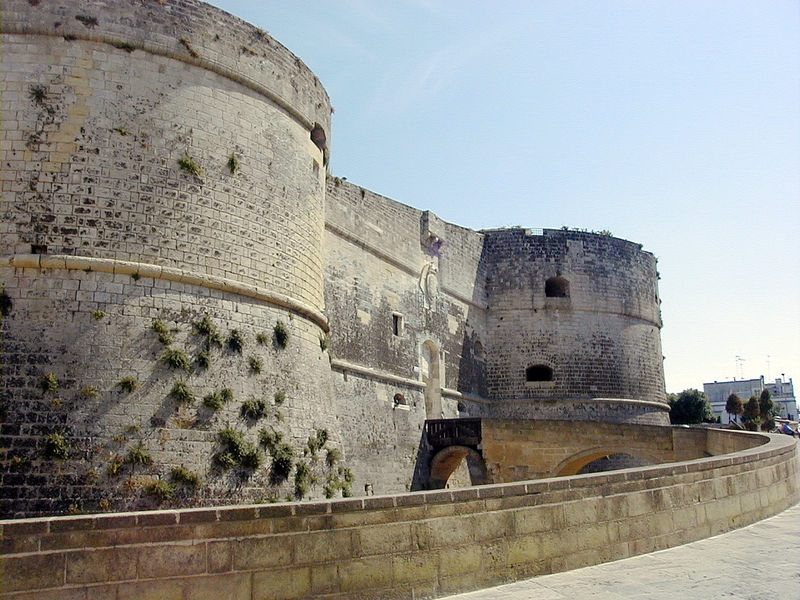
Château d'Otrante

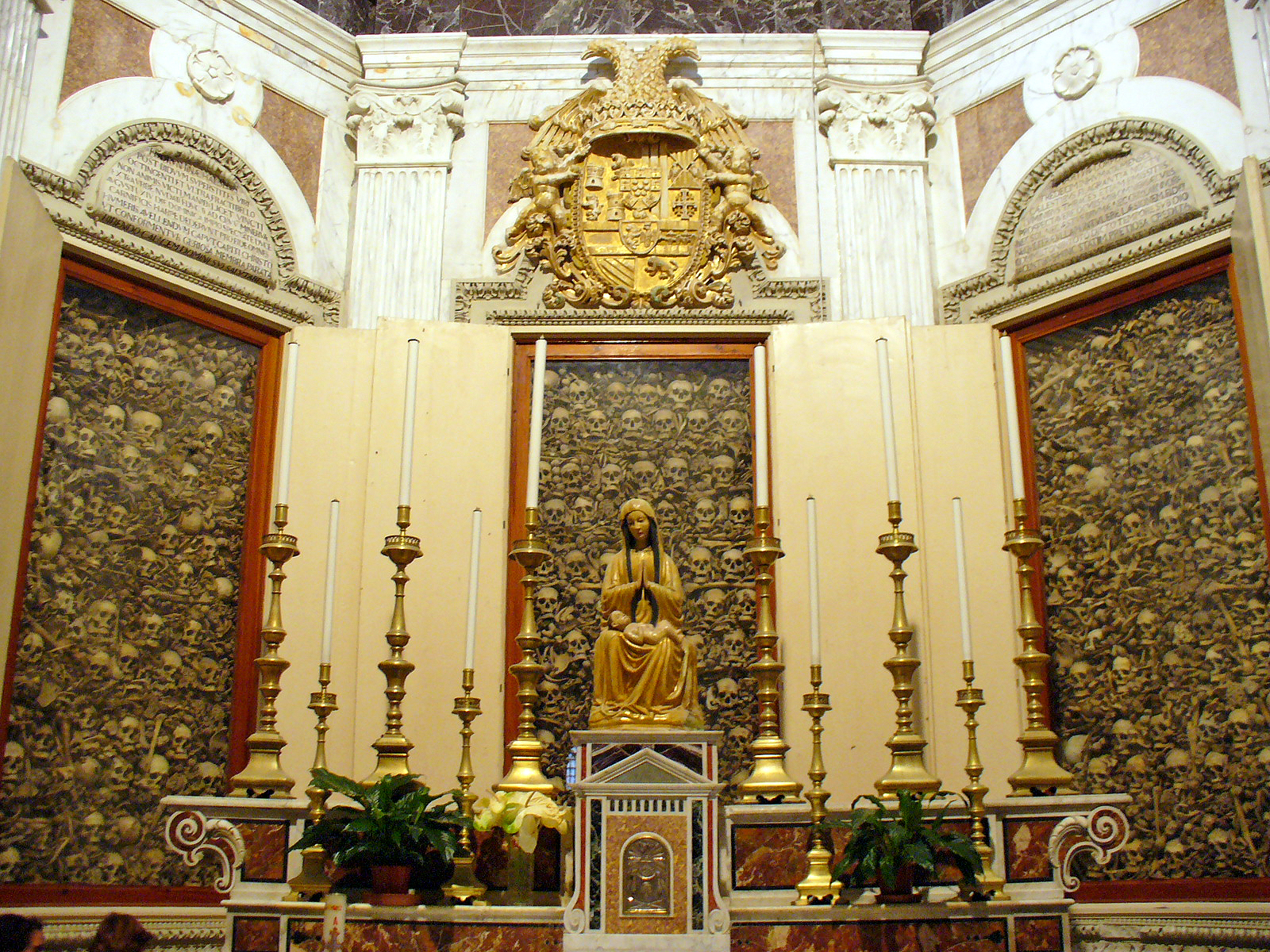
Martyrs d'Otrante

Le sac d'Otrante désigne l'ensemble des combats, terrestres et maritimes, qui se sont déroulés dans et aux alentours de la ville d'Otrante, en 1480, lorsqu'une armée envoyée par le sultan turc Mehmed II s'empara de la ville.
Après la prise de la ville par les troupes du sultan, le 14 août 1480, huit cents Otrantins, qui avaient refusé de renier la foi chrétienne, sont décapités au col de la Minerve. On commémore leur souvenir comme celui des saints martyrs d'Otrante. Leurs reliques sont conservées dans la cathédrale de la ville.
En 1481, le duc de Calabre Alphonse reprend la ville pour le compte de son père Ferdinand Ier de Naples.
L'abbaye Saint-Nicolas de Casole qui abritait l'une des plus riches bibliothèques d'Europe, est détruite au cours de ces événements.

## Contexte politique

### Empire ottoman
Le 29 mai 1453, le sultan Osmanli Mehmed II s'est emparé de Constantinople après de longs combats. L'artillerie dont il a doté son armée a notamment contribué à son succès : quatorze batteries, composées chacune de quatre canons ont été utilisées pour tenter d'avoir raison des remparts de la ville. La pièce maîtresse de cette artillerie est le canon fondu par l'ingénieur Orban qui est long de huit mètres et qui peut lancer des boulets de six cents kilos. Soixante bœufs et deux-cents hommes sont nécessaires pour assurer son transport jusqu'aux lieux du siège.
Dès lors, selon l'approche que les chercheurs en histoire ont adopté jusqu'à la première moitié du XXe siècle, le souverain ottoman se serait trouvé face à trois défis :
- Intégrer à ses États une région culturellement hétérogène et marquée par un passé institutionnel spécifique.
- Affirmer et légitimer sa puissance face aux grands États européens.
- Apparaître aux yeux des musulmans comme celui qui réalisait certaines prophéties relatives à la chute de la ville.

La réalité est plus complexe car l'Empire ottoman s'est construit de manière à inclure des populations culturellement hétérogènes, et reste travaillé par des traditions politiques et des perspectives d'innovation d'origine turco-mongoles, perses et arabes.
La prise de Constantinople permet à Mehmed II d'asseoir son pouvoir absolu sur l'Empire ottoman qui se concrétise par l'exécution, le 1er juin 1453 de Çandarlı Halil Hayreddin Pacha, le grand vizir d'extraction aristocratique et son remplacement par des vizirs qui sont quasiment tous des esclaves du sultan. Mais la possession de la ville ne présente d'intérêt que si celle-ci retrouve la puissance économique qui en a créé la légende. Ainsi Mehmed II accepte la soumission des nobles et des marchands génois de Galata qu'il autorise à rester sur place en conservant l'usage de leurs biens, mais s'emploie à détruire leurs « comptoirs » qui, lorsqu'ils ne servent pas d'appui aux corsaires et aux pirates, détournent une partie du commerce de Constantinople.
Le sultan passe pour un homme cultivé qui maîtrise trois ou même cinq langues : le turc, le perse et l’arabe, le grec, le latin, le « slave » et l’hébreu. Le « slave » lui avait peut être transmis par sa mère, mais il est à peu près certain qu'il ne parlait pas couramment l'hébreu. Lors de son premier entretien avec Georges Gennadios Scholarios à propos de la foi orthodoxe, la présence d'un interprète laisse penser qu'il ne pouvait discuter d'un tel sujet de manière autonome en langue grecque.
À la fin du IXe siècle, les écoles d'oulémas ont décrété la fin de la libre interprétation (ictihâd) des écritures. Les États musulmans ne reconnaissent désormais qu'une seule loi, basée sur des principes religieux, qui régit autant l'ordre public que les relations entre les individus : la charî'a. Le souverain d'un État musulman, calife ou sultan est le dépositaire et le garant de la loi religieuse, et il ne peut intervenir en tant que législateur. L'État ottoman développe un ordre juridique qui s’étendait au-delà de la charî'a. Le principe qui le permet est l’« örf-i ma’ruf » (la coutume connue) ou l’« örf-i sultânî » (coutume sultanienne) qui désigne l'ensemble des lois établies, pour le bien de la communauté, par les souverains en s'appuyant sur leurs seules autorités et prérogatives. Deux institutions coexistent dans son ordre juridique : le kadıaskerlik, des tribunaux chargés de statuer sur des affaires administratives et militaires et le yargucilik, des tribunaux qui statuent sur les questions civiles, et qui encadrent l'application de la charî'a.
Après la prise de Constantinople, Mehmed II fait collectionner les décrets (« firman ») qu'il a publiés ou qu'il a hérités de ses prédécesseurs en deux décrets organiques « kanûnnâme  ») dont le premier concerne la classe militaire, à laquelle appartiennent les catégories de personnes qui travaillent au service de l’État et qui en reçoivent un salaire, et dont le second s'adresse à la classe civile, conçue comme l'ensemble des personnes qui n’appartiennent pas à la classe militaire et qui acquittent l’impôt, qui structurent le pouvoir et l'État ottoman. Ce second décret organique traite abondamment des questions fiscales. Il met en évidence l'arriération de l'État byzantin dans lequel les impôts sont collectés en nature ou sous la forme de corvées, souvent au profit de seigneurs féodaux, par rapport à l'Occident où ils sont depuis un demi-siècle au moins perçu sous forme monétaire. Le décret démontre aussi la volonté de modernisation de l'État ottoman qui tente d'éliminer les cadres féodaux et encourage la collecte des taxes sous forme de numéraire.
Le premier recensement de la population de Constantinople, ordonné par Mehmed II en 1477, estime la population de la ville, en y incluant Galata à 100 000 habitants pour la classe civile soit au moins le double de ce qu'elle était à la fin de l'Empire byzantin : 56 % des foyers recensés sont turcs et musulmans, 25 % sont grecs et orthodoxes, 19 % sont juifs..
Lorsqu'ils entreprennent et réussissent la conquête d'une ville ou d'un territoire, le souverain ottoman et ses commandants militaires appliquent deux principes :
- Ils font aux dirigeants trois propositions de soumission que leur interprétation de la charî'a exige. Si ceux-ci se soumettent, et s'ils sont des « gens du Livre » (juifs ou chrétiens), s'ils acceptent de verser la « capitation », ils conservent leur vie, leur liberté et leurs biens. Si les dirigeants refusent et obligent les Ottomans à prendre la ville par force, la ville et le territoire sont livrés au pillage des troupes pendant trois jours. Les habitants et leurs biens meubles sont un butin qui appartient aux soldats - encore que le sultan s'en réserve un cinquième - les immeubles et les biens fonciers sont un butin qui revient au sultan[8].
- Ils réorganisent le territoire en déportant une partie des habitants et en les remplacent éventuellement par d'autres. Ces déportations concernent généralement une famille sur dix et servent des objectifs politiques, économiques et sociaux variés. Les personnes déplacées bénéficient, sur les lieux où elles sont réinstallées d'une exemption fiscale triennale, mais elles sont assignées à résidence[9].

Comparée aux flottes vénitienne, génoise et catalane, la marine ottomane est médiocre : composée de navires peu maniables servis par des équipages inexpérimentés, elle sert surtout au transport des troupes et à assurer la logistique nécessaire à celles-ci.

### République de Venise
Venise est le seul État qui lutte de manière constante contre les corsaires et les pirates en s'appuyant sur le contrôle des armements privés et sur un dispositif de répression basé en Crète. La république ne tolère pas la constitution de « seigneuries corsaires », même temporaires, dans les îles placées sous sa souveraineté. Les escadres vénitiennes n'hésitent pas à attaquer pirates et corsaires ou ceux qui sont réputés tels, quitte à faire des excès de zèle que Génois et Catalans leur reprochent.

### Royaume d'Aragon
Le royaume d'Aragon qui possède les comtés de : Barcelone, de Roussillon et de Cerdagne ; les royaumes de Valence, de Majorque, de Trinacrie (Sicile insulaire) (it), de Sardaign et de Corse, est l'une des principales puissances maritimes européennes.
Alexandrie, qui est la principale place de commerce du sultanat mamelouk, revêt une importance critique pour le commerce catalan, notamment dans le domaine des produits de luxe comme les épices et les pierres précieuses.
Les rois d'Aragon utilisent la course et tolèrent la piraterie afin de servir leurs intérêts politiques et notamment dans le cadre de leurs affrontements avec la république de Gênes pour la possession du royaume de Sardaigne et de Corse. La prise de contrôle de la Sardaigne puis la conquête du royaume angevin de Sicile (royaume de Sicile péninsulaire ou royaume de Naples) par Alphonse le Magnanime marque une rupture dans la politique « catalane » et tend à déplacer ce qu'il reste de l'activité des corsaires et des pirates depuis la mer Tyrrhénienne vers le bassin oriental de la mer Méditerranée.
Gênes n'en reste pas moins l'un des principaux ennemis d'Alphonse le Magnanime. Lorsqu'il meurt en 1458, sa flotte bloque le port de Gênes et ses troupes l'assiègent par mer. Le roi utilise la rumeur qui veut que Génois et Turcs se seraient accoquinés pour faire chuter Constantinople, n'hésitant pas à affirmer que combattre Gênes consiste aussi à affronter les Turcs.
Les corsaires et les pirates catalans étaient nombreux à Chypre, en partie parce que la république de Gênes s'était emparée de la ville de Famagouste, en partie parce que l'île constituait une base idéale pour attaquer les possessions des sultans Mamelouks, en partie à cause de l'instabilité politique du royaume de Chypre sous les derniers rois de la maison de Lusignan.

### Ordre des Hospitaliers de Saint-Jean de Jérusalem à Rhodes
L'île de Rhodes, depuis sa conquête par Foulques de Villaret, entre 1305 et 1310, constitue la principale possession des chevaliers de Saint-Jean de Jérusalem. Les possessions de l'ordre qui comprennent Cos et Kastellórizo, des îles d'Alimniá, Chálki, Symi, Tilos, Nissiros, Kalymnos et Leros constituent un État indépendant, libre de fait même de la suzeraineté de l'Empire byzantin.
Cet État joue un triple rôle symbolique, militaire et économique.
Du point de vue symbolique, il assure le prestige de l'ordre en Occident car il est supposé servir de base pour une reconquête de la Terre sainte, et en attendant de permettre des expéditions contre les infidèles. il sert aussi d'appui pour les initiatives papales dans ces domaines. Rhodes est aussi, au XVe siècle, l'une des étapes du voyage des pèlerins qui se rendent ou qui reviennent de Terre sainte,.
Du point de vue militaire, l'ordre constitue une force d'une haute valeur dont les effectifs sont réduits : en 1466, 300 chevaliers et 30 sergents d'armes constituent l'effectif des Hospitaliers à Rhodes. Leur flotte comprenait, selon les époques cinq à dix galères, un certain nombre de bâtiments de moindre importance, et la « Grosse Nef », un bateau rond de gros tonnage qui joue un rôle capital dans l’approvisionnement et le transport des troupes. Même s'il la complétaient par des mercenaires, cette force permet à l'ordre de défendre ses propres îles, d'opposer une résistance limitée aux desseins des Ottomans et des mamelouks, et d'épauler les initiatives latines de croisade.

## Occupation turco-ottomane d'Otrante
Mehmed II, une trentaine d'années après la prise de Constantinople, grâce aux richesses que lui avait apportées cette ville, disposait d'une flotte et d'une armée qui pouvaient lui permettre de menacer l'Europe. Son artillerie était des plus efficaces et ne craignait aucune comparaison.
Il avait maintes fois essayé de se libérer des chevaliers de Rhodes, la dernière île ennemie qui, entourée par ses possessions, continuait à lui résister.
Le sultan, à la recherche d'autres conflits, avait mis Rhodes parmi ses priorités. Courant mai 1480, la flotte turque fit une nouvelle fois route vers Rhodes, et Ferdinand de Naples envoya deux gros navires au secours des chevaliers. En réalité c'était une action de diversion de la part du sultan. En effet celui-ci, contre toute attente et simultanément, fit prendre la mer à une seconde flotte qu'il avait préparée à Valona en Albanie. Le sultan voulait attaquer le royaume de Naples et non Rhodes. Il avait choisi comme objectif Brindisi, prétextant de soi-disant droits turcs sur l'hérédité des princes de Tarente. Mehmed II, dans un premier temps, (indépendamment de son rêve de prendre Rome), voulait punir Ferdinand d'Aragon d'avoir aidé les chevaliers de Rhodes et les insurgés albanais.
Gedik Ahmed Pacha était le commandant de la flotte turque. Il était célèbre en tant que Giacometto, félon grec ou peut-être albanais, qui fut parmi les premiers à apprendre aux Turcs l'art de la navigation. Gedik Ahmed Pacha venait d'être désigné sançak bey, gouverneur du sandjak (c'est-à-dire d'une partie de la province) de Valona. Sa flotte était très importante. Les sources historiques parlent de 70 à 200 navires capables de transporter entre 18 000 et 100 000 hommes. Ces chiffres sont difficiles à établir selon la définition que l'on fait du navire. En effet, les flottes, en plus des navires de guerre, comprenaient une série d'embarcations de plus faible importance, qui allaient des navires de transport aux petites barques de soutien. La flotte devait en définitive compter 90 galères, 40 galiotes et 20 navires, pour un total d'environ 150 embarcations. Le chiffre de 18 000 hommes est donc plus réaliste.
L'armée turque se concentra à Valona afin d'y embarquer les troupes. Elle traversa de nuit le canal d'Otrante. Le 28 juillet 1480, elle fut poussée par une puissante tramontane devant Otrante, port facile à conquérir et plus proche de la côte albanaise. Otrante était une ville riche et florissante mais ses fortifications étaient inadaptées à la défense face aux artilleries turques. Ce sont pourtant ces fortifications qui auraient pu protéger la cité, qui ne comptait alors que 6 000 habitants, des 18 000 adversaires.
La crise italienne favorisait les Turcs. Les États italiens divisés étaient incapables d'opposer une quelconque force politico-militaire.
En 1479, la paix qui avait mis fin à la longue guerre turco-vénitienne, avait de fait provoqué la neutralité de Venise. La Sérénissime était de toute façon hostile à Ferdinand de Naples auquel elle voulait prendre les villes des Pouilles. De ce fait Venise n'empêcha pas le passage d'une aussi grande flotte. Les Turcs savaient aussi que les armées aragonaises et papales étaient en guerre depuis 1478 contre Florence. Cet environnement favorable permettait aux Turcs d'envisager la création d'une tête de pont dans le Salente, qui serait une épine dans le flanc des puissances chrétiennes.
Le 28 juillet, près des laghi Alimini, 16 000 hommes débarquèrent dans la zone aujourd'hui appelée « baie des Turcs ». Quelques escarmouches opposèrent les soldats de la garnison d'Otrante. Ceux-ci essayèrent de s'opposer au débarquement des Turcs, mais dépassés par le nombre, ils furent obligés de se replier à l'intérieur des murs. Une fois l'artillerie débarquée, Ahmed Pacha commença le siège.
Le 29 juillet, la garnison et tous les habitants abandonnèrent la ville proprement dite aux Turcs, afin de se retirer dans le château constitué par la citadelle. Le lendemain, les Turcs une fois la ville complètement occupée, se mirent à dévaster les habitations avoisinantes.
Seulement 400 hommes commandés par le capitaine Zurlo étaient affectés à la défense d'Otrante. Malgré le peu de moyens et la faiblesse des fortifications, les Otrantins choisirent de défendre leur ville. Quand Ahmed Pacha demanda aux défenseurs de se rendre, ceux-ci refusèrent immédiatement. Ahmed Pacha leur proposa la vie en échange de leur reddition ; Zurlo refusa avec dédain. En réponse, l'artillerie turque pilonna immédiatement la citadelle.
La citadelle d'Otrante était dépourvue de canons et ses murs furent pilonnés sans cesse par l'artillerie ottomane. Les habitants résistèrent héroïquement. Dans la nuit, le peuple extrêmement affaibli et sous la conduite de Ladislao De Marco, se réunit dans la cathédrale et jura de résister jusqu'au dernier.
Les troupes musulmanes s'étaient scindées en deux groupes : l'un poursuivait le bombardement et le siège de la citadelle, l'autre divisé en petits groupes se répandit dans le territoire. Pillant, dévastant, prélevant des esclaves jusqu'à Lecce et Tarente.
La défense désespérée de la citadelle dura deux semaines. Les Otrantins espéraient des secours de la part du roi et de son fils Alphonse, duc de Calabre, suzerains du midi et d'Otrante, mais cet espoir resta vain.
Le 11 août, après quinze jours de siège, Ahmed Pacha ordonna l'assaut final. L'énorme différence des forces en présence finit par décider du sort du siège. Le château céda et fut pris.
La cruauté des assaillants envers les habitants restés sans défense fut sans limite. Dans le massacre, tous les garçons de plus de 15 ans furent tués, les femmes et les enfants réduits à l'esclavage. Selon certaines estimations le nombre de morts, en incluant ceux des combats et des tirs d'artillerie, fut de l'ordre de 12 000 et les esclaves de 5 000. Ces estimations restent discutables car on pense qu'à cette période la ville ne pouvait compter autant d'habitants.
Les survivants et le clergé s'étaient réfugiés dans la cathédrale afin de prier avec l'archevêque Stefano Agricoli (dans un premier temps on a cru que le nom de l'évêque était Stefano Pendinelli mais grâce à des documents retrouvés, on a pu préciser que le vrai nom était Stefano Agricoli.)

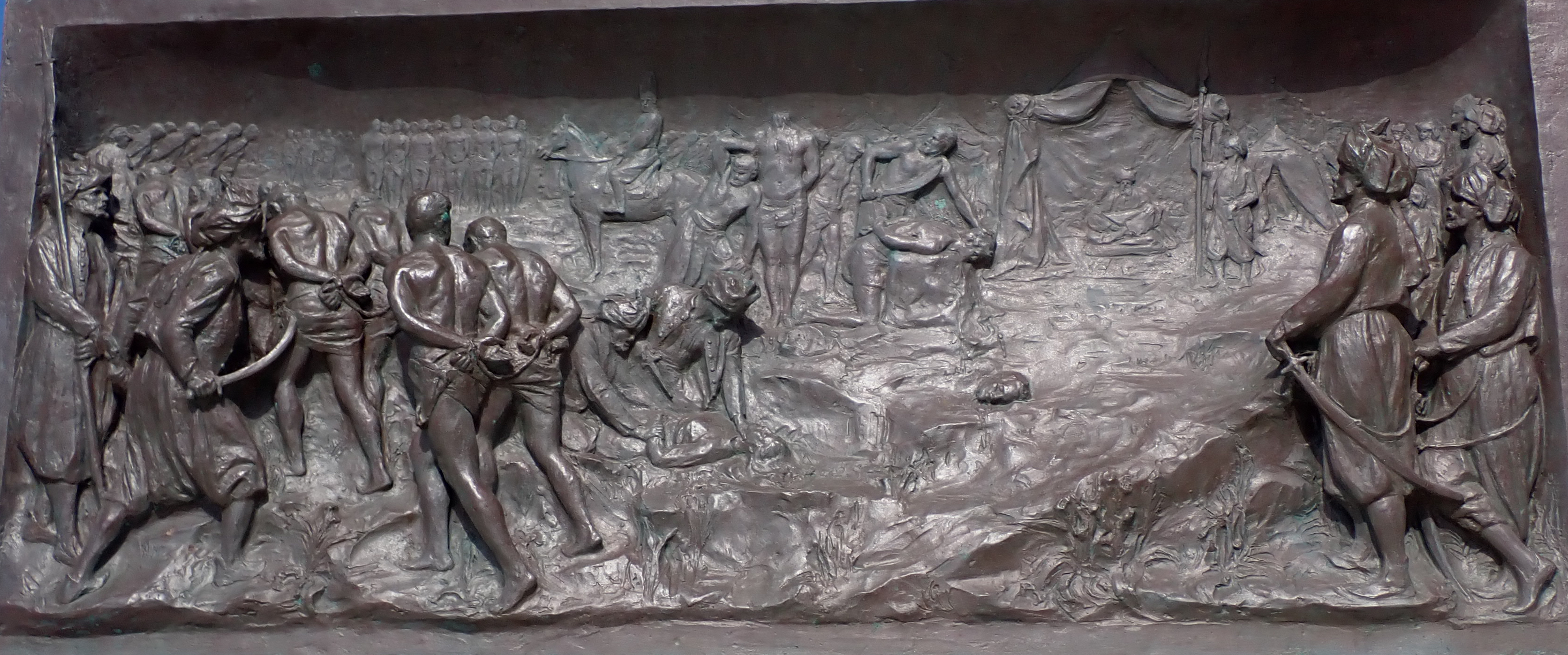
Bas relief du monument des martyrs d’Otrante, représenarnt le massacre des chrétiens

Ahmed Pacha leur ordonna de renier la foi chrétienne. Tous refusèrent. Les Turcs firent irruption dans la cathédrale le 12 août et les capturèrent. Personne ne fut épargné et l'église, en signe de dédain, fut transformée en écurie à chevaux. Particulièrement barbare fut l'assassinat du vieil archevêque Stefano Agricoli qui, pendant que les turcs s'en prenaient à lui, continuait à inciter les mourants à s'en remettre à Dieu. Il fut décapité, taillé en pièces à l'aide de cimeterres ; sa tête fut embrochée sur une pique et portée par les rues de la ville.
Le commandant de la garnison Francesco Largo fut scié vivant. À la tête des Otrantins qui s'étaient opposés à la conversion à l'islam il y avait aussi Antonio Pezzulla, dit le Primaldo. Le 14 août, Ahmed Pacha fit lier le reste des survivants et les fit traîner sur le col de la Minerva. Là il en fit décapiter au moins 800 en obligeant leurs proches à assister à l'exécution. Toutes ces personnes horriblement massacrées furent reconnues martyrs de l'Église et vénérés comme Bienheureux puis comme Saints martyrs d'Otrante. La plus grande partie de leurs ossements se trouve dans sept grandes armoires en bois dans la chapelle des Martyrs bâtie dans l'abside droite de la cathédrale d'Otrante. Sur le col de la Minerve fut construite une petite église qui leur fut dédiée sous le nom de Sainte-Marie des Martyrs.
Même si le nombre des victimes semble exagéré car fondé sur une estimation de départ de 20 000 habitants : tous massacrés ou réduits à l'esclavage ; Otrante était de toute façon touchée à mort et perdit beaucoup d'importance par rapport à la ville de Lecce.

## Expédition de libération d'Otrante
Les Turcs utilisèrent Otrante comme base de départ pour leurs expéditions dans tout le Salente, semant terreur et mort jusqu'au Gargano. La réaction de la part des Aragonais tardait à se finaliser. Venise persistait dans sa neutralité et les autres états italiens tergiversaient. Ainsi, les Turcs avaient le temps de fortifier Otrante selon les dernières techniques connues.
Ferdinand d’Aragon avait rappelé de Toscane son fils Alphonse. Celui-ci avait avec lui une grande partie de l'armée et aurait pu se diriger sur Otrante par les Abruzzes. De ce fait, vers la fin du mois d'août 1480, Ahmed Pacha fit une manœuvre de diversion pour tromper Alphonse. Il attaqua par la mer avec 70 navires la ville de Vieste dans le Gargano et la mit à feu et à sang.
Le 12 septembre, les Turcs incendièrent la petite église de Santa Maria di Merino, située à sept kilomètres de Vieste. Cette église était tout ce qui restait de l'ancien bourg et abritait la Madonna di Merino, œuvre des XIVe siècle-XVe siècle, partie probable d'une Annonciation. Cette petite église était un symbole fort par le fait qu'elle fut construite après que des marins eurent récupéré la statue abandonnée sur la plage de Scialmarino. Cette sculpture était devenue rapidement un objet de vénération dans tout le territoire de Vieste et la destination de nombreux pèlerinages.
Campé sur ses positions, Gedik Ahmed Pacha, après avoir dévasté continuellement les territoires de Lecce, Tarente et Brindisi, retraversa le canal d'Otrante au mois d'octobre 1480. Il ne laissa à Otrante qu’une garnison composée de 800 fantassins et 500 cavaliers. Sa décision était motivée par l'impossibilité d'assurer le ravitaillement pendant l'hiver d'une si grande armée. Otrante étant bien fortifié, une garnison réduite pouvait suffire à en assurer la défense.
Le front anti-turc était en train de se constituer. Une pression croissante était exercée par les forces aragonaises, financées par l'argent florentin et activement encouragées par le pape Sixte IV qui proclama la croisade contre les Turcs.
Il était avéré que Pacha pensait passer l'hiver dans l'Empire Turc pour retraverser le détroit d'Otrante l'année suivante. Il restait le mythe de l'invincibilité turque. Durant tout l’hiver, un sentiment de terreur gagna toute l’Italie et des rumeurs sur l’abandon de Rome par la papauté proliféraient.

## Préparatifs pour l'expédition contre les Turcs
Le roi de Naples adressa à Sixte IV l'ambassadeur Francesco Scales lequel, avec l'orateur Aniello Arcamone, exposa le danger qui menaçait toute la chrétienté et surtout, chose qui aurait sans aucun doute intéressé le pontife, sur les terres de l'Église et sur la personne même du pape dans l'hypothèse que les turcs envahiraient le royaume de Naples.
La chute et le massacre d'Otrante provoquèrent une vive émotion parmi les chrétiens, mais aussi les craintes d'une possible invasion ; de ce fait, à la cour pontificale certains émirent l'idée de proposer le transfert de la cour papale en Avignon.
Sixte IV reprit la situation en main. Il fit la paix avec Florence (pour laquelle l'attaque musulmane fut le signe de son salut), promut une trêve entre les divers États italiens, et publia une bulle instaurant une croisade à laquelle il invita tous les princes chrétiens.
Sixte IV constituait de fait une alliance entre Gênes avec Florence, le roi de Hongrie et les ducs de Milan et Ferrare.
Les aides promises tardaient à arriver et la disparité des diverses factions était évidente.
L'hiver de l'an 1481 passait : Les Turcs recevaient par la mer des renforts pendant que du côté chrétien les diverses promesses d'aide restaient lettre morte.
Quelques escarmouches à l'intérieur des terres et sur les eaux ne semblaient pas décider du sort de l'occupation : Les Turcs demeuraient solidement maîtres de la ville bien que les attaques des chrétiens devenaient toujours plus fréquentes et provoquaient de cruelles rétorsions envers les citoyens qui n'avaient pas encore été massacrés ou réduits à l'esclavage.
Au moment de réaliser la croisade, on note une série de défections. Venise ne répond pas à l'appel : en 1479 elle a mis un terme à la guerre avec un traité d'une durée de seize ans, reçoit des crédits de l'ordre de 10 000 ducats par an, ainsi qu'une garantie pour la poursuite de son commerce avec l'Orient. Bologne pouvait armer au maximum une seule galère.
Laurent le Magnifique, ennemi du pape et du roi de Naples, fit frapper moqueusement une médaille célébrant la victoire d'Ahmed Pacha. Le roi d'Angleterre se retira. Les Habsbourg étaient en déroute face à l'invasion hongroise et on ne pouvait compter sur eux. Louis XI de France laissa paraître de faibles disponibilités.
Le pape et le roi de Naples étaient isolés.
Dans ses États, Sixte IV arma à Ancône cinq galères. Il envoya le cardinal G. B. Savelli à Gênes afin d'en louer vingt autres. De Gênes il réussit à obtenir de nombreuses galères (74 selon le Pastor), mais plus probablement 24 comme l'atteste le Giustiniani. Le 30 juin 1481 les galères se rassemblent à l'estuaire du Tibre. Là, après une réunion rapide, le Génois Paolo Fregoso (archevêque, doge pirate et enfin cardinal) est désigné commandant.
Après l'investiture officielle, Paolo Fregoso prit la mer le 4 juillet à Civitavecchia. À Naples, il se joignit à la flotte du royaume commandée par Galeazzo Caracciolo et aux mercenaires de Matthias Corvin, roi de Hongrie. L'armée fut renforcée par d'autres galères portugaises et napolitaines. La flotte continua sa route vers l'Adriatique tandis qu'à terre, Alphonse de Calabre à la tête d'une grosse armée s'apprêtait à assiéger Otrante.

## Arrivée de l'armée chrétienne
Avec l'arrivée de la bonne saison, grâce à l'aide fournie par les autres états italiens, qui finirent par comprendre le danger représenté pour leur existence par l'occupation turque, Alphonse de Calabre accéléra les opérations de siège.
Finalement, le premier mai le camp fut installé près d'Otrante. Ce camp était protégé par des moyens défensifs impressionnants, élaborés par Ciro Ciri, appelé aussi Ciro de Castel Durante, maître ingénieur du duc d'Urbin qui l'avait envoyé à l'expédition d'Otrante et par le Français Pierre d'Orphée.
La ville était assiégée de près. Pour la première fois, les Turcs se sentirent assiégés par terre et par mer où la flotte chrétienne continuait de se renforcer.
Durant les combats du 7 février 1481 Giulio Antonio Acquaviva, comte de Conversano, fut sauvagement tué tandis que, courageusement, il effectuait une dangereuse incursion. Son action contribua à la gloire et à la renommée de sa maison. En effet, le roi Ferdinand Ier d'Aragon attribua à ses héritiers, dont son fils Andrea Matteo Conversano, qui avait aussi participé à la libération d'Otrante, le titre royal d'Aragon.

## Arrêt de l'entreprise à cause de la mort de Mehmed II
La situation fut réglée par la mort entre le 3 et 4 mai 1481, à l'âge de 49 ans, du sultan Mehmed II.
L'évènement décida du sort du siège. Il fut accueilli avec soulagement par les chrétiens, vu que la succession du sultan avait ouvert les hostilités entre ses deux fils Bajazet et Zizim.
Par conséquent, le vide politique avait remis l'empire turc en crise, et Achmet fut rappelé.
À Otrante l'armée turque, privée de renforts et pressée de toutes parts par les chrétiens, eut à supporter le 23 août une violente attaque qui se solda des deux côtés par des nombreuses pertes humaines.
Après une défense désespérée, les Turcs cédèrent et Ahmet Pasha accepta de remettre les armes dignement. Le 10 septembre 1481 il rendit la ville au duc Alphonse de Calabre et retourna à Valona. La ville d'Otrante était réduite à un tas de ruines dans lequel n’avaient survécu que 300 habitants.
Gedik Ahmed Pasha n'abandonna jamais son rêve de conquérir la péninsule : pour cela il soutint aussitôt Bajazet et lui demanda l'appui pour son expédition en Italie. Bajazet, qui ne lui faisait pas confiance, le rappela à Constantinople et l'emprisonna. Quand Bajazet devint sultan, il donna l'ordre d'assassiner Ahmed. Cet ordre fut exécuté le 18 novembre 1482 à Andrinople.

## Exhortations de Sixte IV à continuer l'expédition
Sixte IV félicita Fregoso et lui demanda de mettre le cap sur Valona. Il pensait reconquérir cette ville avec l'aide des Albanais. Caracciolo approuvait l'idée papale d'attaquer l'Albanie et de détruire la flotte turque, mais Fregoso ne voulut pas bouger d'Otrante.
Au sein de son armée, de grosses disputes s'étaient fait jour.
Celles-ci concernaient la répartition du butin et le non versement des salaires aux capitaines. En plus, quelques cas de peste se manifestèrent.
Au vu de la situation, les propriétaires des galères génoises refusèrent de continuer l'entreprise. Fregoso falsifia les ordres papaux et annonça son retour à Ferdinand d'Aragon, roi de Naples.
Pour le pape Sixte IV, pour qui la dispute entre Jem et Bayazid constituait le moment opportun pour terminer l'entreprise, ce fut un vrai coup de massue.
Fregoso fit fi de la discipline. En plus il avait besoin de rentrer à Gênes où l'occasion de redevenir doge se présentait. Arrivé à Civitavecchia, il refusa de nouveau les propositions du pape, qui était disposé à vendre aussi la vaisselle papale en argent et à utiliser la mitre pour obtenir les finances nécessaires au paiement des soldats et continuer la guerre.
Fregoso se montra inflexible et l'armée fut dissoute.
Le pape perdit tout espoir : des galères promises par le roi du Portugal et par Ferdinand d'Aragon, futur Ferdinand le Catholique, on ne vit aucune trace.

## Dans la culture
Le Sac d'Otrante a inspiré :
- En 1646, Girolamo Pipini pour sa tragédie « La Hidrunte espugnata da’ Turchi nell’anno 1480 »[17].
- En 1670, Francesco Antonio Capano pour son essais les « Memorie alla posterità delli gloriosi e costanti confessori di Giesu Christo, che patirono martirio nella citta d’Otranto l’anno 1480 »[17].
- En 1677, Pompeo Gualtieri pour la « Relatione de’ santi martiri della città d’Otranto et apparitioni maravigliose de’ medesimi gloriosissimi martiri in questo anno 1677 »[17].
- En 1962, Maria Corti pour son roman « L'ora di tutti »[18].
- Rina Durante pour le scénario du feuilleton « Le saccage d'Otrante ».
- (it) Maria Corti, L'ora di tutti, Milan, Bompiani, 2001 (1re éd. 1962) (ISBN 88-452-4635-3 et 978-88-452-4635-7)